# Michael Küchelbecker
Pour les articles homonymes, voir Küchelbecker.
Michael Karlowitsch Küchelbecker (en russe : Михаил Карлович Кюхельбекер), né en 1798 dans le gouvernement d'Estonie et mort le 29 septembre 1859 à Bargouzine dans le Kraï de Transbaïkalie, est un officier et explorateur russe, un des décembristes. 

## Biographie
Michael Küchelbecker est le fils de Karl Heinrich Küchelbecker, originaire de Bautzen et de sa femme Justina Elisabeth von Lohmann, de Sigulda. Il est élève des Cadets de Saint-Pétersbourg de 1811 à 1815 et en sort comme garde-marine. Il sert dans la marine impériale russe du 7 juin 1813 au 2 février 1814. Il devient Mitschman (de) le 21 juin 1815. En 1819, il est à bord du brick Novaya Zemlya sous les ordres du lieutenant Andreï Lazarev et participe à une expédition polaire en Nouvelle-Zemble. Le 2 février 1820, il est promu lieutenant. De 1821 à 1824 il prend part, à bord du sloop Apollon commandé par le Lieutenant Irinarch Tulubjew à une expédition dans le Kamtchatka et reçoit à son retour l'Ordre de Saint-Vladimir.
Il n'est pas membre de la société secrète décembriste, mais il participe au soulèvement des officiers le 14 décembre 1825 sur la place du Sénat de Saint-Pétersbourg puis est emprisonné dans la forteresse Pierre-et-Paul en 1826. Condamné à huit ans à Katorga le 10 juillet, sa peine est réduite à cinq ans le 22 août. Entre-temps, le 22 juillet 1826, il est exilé à la forteresse de Kexholm avant de revenir le 5 février 1827, à la forteresse Pierre-et-Paul. Le 22 mars, il arrive à l'ostrog de Tchita.
En septembre 1830, il est emmené à Petrovsk-Zabaïkalski où il étudie l'histoire, la géographie et l'économie de la Sibérie. Le 10 juillet 1831, il est installé de force à Bargouzine où il épouse le 3 juin 1834, Anna Stepanovna Tokarewa. Le couple aura cinq filles - Justina (née en 1836), Julia (1840-1905), Katharina (née en 1846), Anna (née en 1852) et Anastasia (1857-1860). 
Michael Küchelbecker expérimente des plantations et cherche à développer des cultures dans l'est du lac Baïkal. Comme il fournit gratuitement des soins médicaux aux villageois de Bargouzine, sa réputation augmente. Il s'occupe aussi d'instruire gratuitement les résidents du village. Dans le domaine de la formation pédagogique, il coopère avec le décembriste Ivan Yakouchkine. À partir du 20 janvier 1836, son frère Wilhelm - également banni en Sibérie - le soutient dans son organisation d'aide médico-pédagogique. Michael Küchelbecker poursuit aussi des études géographiques et écrit Kurzen Abriss über Transbaikalien. Il établit aussi des statistiques sur la Sibérie mais son article sur la Daourie est confisqué par les autorités. 
Le 26 août 1856, Alexandre II rend les privilèges aristocratiques de Michael Küchelbecker. Pour des raisons essentiellement financières, les réhabilités restent en Sibérie. À partir du 12 décembre 1858, Michael Küchelbecker n'est plus sous surveillance policière. Il travaille alors pour des sociétés qui extraient de l'or en Sibérie et cherchent des droits de prospection dans l'est de la Sibérie.